# Xã Duck Creek, Quận Madison, Indiana
Xã Duck Creek (tiếng Anh: Duck Creek Township) là một xã thuộc quận Madison, tiểu bang Indiana, Hoa Kỳ. Năm 2010, dân số của xã này là 548 người.